# Vereinigte Flugtechnische Werke

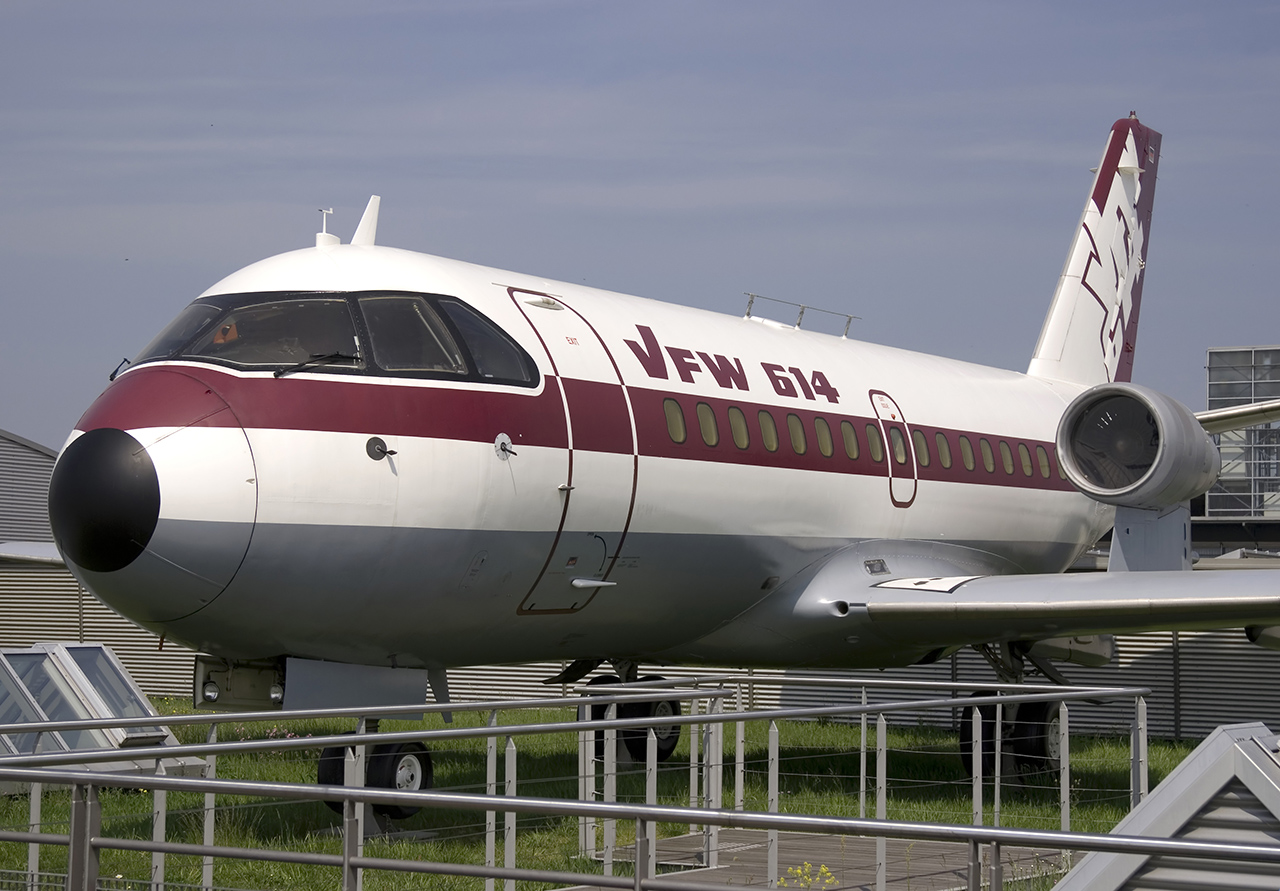
Vereinigte Flugtechnische Werke VFW-Fokker VFW-614

La Vereinigte Flugtechnische Werke (VFW) fue una compañía aeroespacial de Alemania.

## Descripción
Se formó en 1964 por la unión de Focke-Wulf y Weserflug. La VFW puede considerarse el resultado natural de la alianza para el desarrollo de tecnología de cohetes acordada en 1961 por estas dos empresas junto con Hamburger Flugzeugbau. El resultado fue el grupo Entwicklungsring Nord (ERNO).
En 1969 VFW y la neerlandesa Fokker se asociaron a partes iguales para constituir la sociedad Zentralgesellschaft VFW-Fokker GmbH. Ambas empresas siguieron trabajando independientemente bajo las denominaciones de VFW-Fokker (división alemana) y Fokker-VFW (holandesa).
En 1981, VFW fue comprada por Messerschmitt-Bölkow-Blohm (MBB), la cual a su vez fue comprada por DASA en 1989. 
Desde entonces, el descendiente de ERNO/VFW estuvo funcionando como división de infraestructura espacial de Astrium, contribuyendo en el desarrollo de componentes para el sistema propulsor Ariane y la Estación Espacial Internacional. En junio de 2003, la división fue absorbida por la subdivisión de transporte espacial de EADS.

## Productos
- VAK 191B
- VFW-614